# KREEP
KREEP, et akronym af bogstaverne K (det kemiske symbol for grundstoffet kalium), REE (Sjældne jordarter, (En.: Rare Earth Elements) og P (for fosfor), er en geokemisk betegnelse for nogle breccier og basalter fra Månens højlande.
Ifølge den mest udbredte teori om Månens dannelse kolliderede den hypotetiske planet Theia med Protojorden. Senere var den nyskabte måne dækket af et magmahav. Under afkølingen sank de tunge olivin-krystaller ned, og de lette anorthit-krystaller flød ovenpå. Sjældne jordarter er svært kompatible med de bjergartsdannende mineraler, og deres ioner er derfor nogle af de sidste, som krystalliserer i residualsmelten. Disse grundstoffer blev opkoncentreret i restsmelten mellem skorpen og kappen.
Under det Store Bombardement blev fragmenter af KREEP-basalter spredt over højlandet. Samtidig blev nedslagsbassinerne udfyldt med plateaubasalter, dannet ved delvis opsmeltning af undergrunden. Disse marebasalter er ikke KREEP-basalter. Det første KREEP-materiale man fandt, kom fra Fra Mauro-højlandet hvor Apollo 14 landede i 1971. Det meste KREEP-materiale man har til rådighed kommer fra Apollo 15 (Hadley-rillen) og Apollo 17 (Taurus-Littrow).